# Libra romana
A libra (libra, em latim, "balança" ou "objeto que serve para pesar") na Roma Antiga era uma unidade de peso que equivalia, no sistema métrico atual, a 327,368 gramas e era dividida em 12 onças (uncia, em latim). Como unidade de peso romana é muito antiga, e seu uso já constava da Lei das Doze Tábuas, que é de 450 a.C., mais precisamente na Tábua III, itens 3 e 4:
3. Ni iudicatum facit aut quis endo eo in iure vindicit, secum ducito, vincito aut nervo aut compedibus XV pondo, ne maiore, aut si volet, minore vincitor.
"Se não cumprir o julgado ou não apresentar algum como seu fiador no tribunal, traga-o consigo, amarre-o com cordas ou com peso não maior de quinze libras ou, se quiser, menor".
4. Si volet, suo vivito. Ni suo vivit, qui eum vinctum habebit, libras farris endo dies dato. Si volet, plus dato.
"Se quiser, viva do seu. Se não vive do seu, aquele que o tiver amarrado lhe dê uma libra de farinha por dia. Se quiser, dê-lhe mais".
A libra romana deu origem a muitas das unidades de massa européias durante a Idade Média, entre elas a libra inglesa e o arrátel português, também chamado de libra ibérica.